# Nicolae Vasilescu-Karpen
Nicolae Vasilescu-Karpen (Craiova; 10 de diciembre (O.S.)/22 de diciembre (N.S.), 1870-Bucarest, 2 de marzo de 1964) era un ingeniero  y físico rumano,  quién trabajó en telegrafía y telefonía y tuvo logros en ingeniería mecánica, elasticidad, termodinámica, telefonía de larga distancia, electroquímica, e ingeniería civil.

## Vida
Después de estudiar en el Carol l High School en Craiova, fue a la escuela de Puentes, Caminos y Minas de Bucarest. After graduating en 1891, trabajó como ingeniero civil por tres años. Fue a Francia a estudiar física en la Universidad de París. En 1904 se le otorgó el PhD en física por su tesis Recherches sur l'effet magnétique des corps electrisés en mouvement (Estudio sobre el efecto magnético de los cuerpos electrificados en movimiento). Luego de un año como profesor en la Universidad de Lille, volvió a Romania a enseñar en la Escuela de Puentes, Caminos y Minas, donde fue nombrado director en febrero de 1920. Como resultado de sus esfuerzos, la Escuela fue transformada luego ese año en la Universidad Politécnica de Bucarest. Vasilescu Karpen fue el primer rector de esta universidad, sirviendo en esa competencia hasta 1940.
Se cree que inventó la Pila Karpen alrededor de 1908. Además, fue el ingeniero que introdujo un puente alámbrico permanente de telecomunicaciones entre Brasov City y Bucarest. Él introdujo eléctricamente los "telegramas cableados" en el Antiguo Reino Rumano para el 1920. [cita requerida] Se convirtió en un miembro titular de la Academia rumana en 1923; despojado de pertenencia por el nuevo régimen comunista en 1948, fue restaurado a la Academia en el año 1955.

## Pila Karpen
Se afirma que la Pila Karpen es una batería que ha proveído energía continua por más de sesenta años, haciéndola ya sea un método supremamente efectivo para almacenar energía o una farsa, más adelante algunos periódicos la describen como un móvil perpetuo, pero la mayoría de los científicos están en desacuerdo ya que un dispositivo como ese violaría la Segunda ley de la termodinámica. El dispositivo se encuentra alojado en el Museo Técnico Nacional Dimitrie Leonida para el 2010. Se dijo que ha estado trabajando ahí continuamente por sesenta años, pero no está alimentando una carga. Usa platino y electrodos dorados y ya que no está cargada, no ocurre ningún efecto corrosivo detectable. Normalmente, un electrodo debería corroerse y perder iones que deberían depositarse alrededor de otro electrodo. Aparentemente, esto no ocurre. La célula es tan básica como puede: dos electrodos puros inmersos en ácido sulfúrico puro. Todo sellado. De todas maneras, el hecho de que los electrodos estén hechos de oro y platino (los metales menos reactivos) y la bien baja densidad del poder generado podría ser la razón del porqué la pila aún funciona. 